# Juhani Suutarinen
Juhani Suutarinen   (Uukuniemi, 24 de maig de 1943) és un biatleta finlandès, ja retirat, que va competir durant les dècades de 1960 1970.
El 1968 va prendre part en els Jocs Olímpics d'Hivern de Grenoble, on fou cinquè en la prova de relleu 4x7,5 quilòmetres del programa de biatló. Quatre anys més tard, als Jocs de Sapporo, guanyà la medalla de plata en el relleu 4x7,5 quilòmetres del programa de biatló. Va formar equip amb Esko Saira, Heikki Ikola i Mauri Röppänen. En aquests mateixos Jocs fou trentè en la cursa dels 20 quilòmetres. El 1976, a Innsbruck, va disputar els seus tercers i darrers Jocs. En ells va revalidar la medalla de plata en la cursa del relleu 4x7,5 quilòmetres, formant equip amb Henrik Flöjt, Saira i Ikola. En la cursa dels 20 quilòmetres fou tretzè.
En el seu palmarès també destaquen quatre medalles al Campionat del món de biatló, tres d'or i una de plata, dos campionats nòrdics i cinc campionats finlandesos.